# 奇夫兰 (佛罗里达州)
奇夫兰（英語：Chiefland），是美国佛罗里达州李維縣下属的一座城市。建立于1913年。面积约为10.1平方公里（约合3.9平方英里）。根据2010年美国人口普查，该市有人口2,245人。论人口在本州排行第274。